# Соловьёв, Михаил Николаевич (футболист)
Михаил Николаевич Соловьёв (род. 23 декабря 1968, Москва) — советский и российский футболист, защитник. Чемпион Европы среди молодёжи 1990 года, Мастер спорта СССР международного класса (1990).
Окончил Высшую школу тренеров (2006).

## Клубная карьера
Воспитанник футбольной школы московского ЦСКА. За основной состав армейцев провёл лишь один матч в 1987 году.
В 1989 году Соловьёв перешёл в другой московский клуб — «Торпедо», за который играл в течение шести лет и стал обладателем Кубка России 1993 года и бронзовым призёром последнего чемпионата СССР. В составе «Торпедо» играл в еврокубках — 10 матчей. Свой единственный мяч в составе автозаводцев забил в полуфинале Кубка СССР 1989 года в ворота киевского «Динамо» (2:0).
В 1992 на некоторое покидал «Торпедо» ради выступлений в Южной Корее. В 1995 году уехал в шведский клуб «Висбю», провёл там один сезон.
В 1996 году вернулся в Россию, в составе тюменского «Динамо-Газовика» стал победителем первого дивизиона. На следующий сезон выступал за «Торпедо-ЗИЛ» в третьей лиге, затем играл за московские клубы «Спартак-Чукотка» и «Краснознаменск».
В 2001 году бывший наставник «Чукотки» Анатолий Шелест пригласил Соловьёва в лиепайский «Металлург». Отыграв один сезон, Соловьёв завершил профессиональную карьеру.
По окончании карьеры игрока стал тренером, работал в СДЮШОР ФК «Торпедо-Металлург» (2002—2005). В 2003 — старший тренер ФК «Орёл».
В 2006—2008 годах — главный тренер дублирующего состава ФК «Москва». В 2009 году — тренер-селекционер ФК «Москва», в 2010 году — тренер ФК «Торпедо» (Москва).
Работал старшим тренером юношеской сборной России (игроки 1995 года рождения). В 2012 году назначен старшим тренером юношеской сборной Казахстана по футболу (U-19).

## В сборной
В 1990 году стал чемпионом Европы среди молодёжных команд в составе сборной СССР. На этом турнире он сыграл 2 матча из 12, проведённых командой, в том числе вышел на замену в финальном матче против Югославии.